# Synema valentinieri
Synema valentinieri là một loài nhện trong họ Thomisidae.
Loài này thuộc chi Synema. Synema valentinieri được Maria Dahl miêu tả năm 1907.